# 莫哈比山
44°50′14″N 34°55′36″E / 44.83722°N 34.92667°E

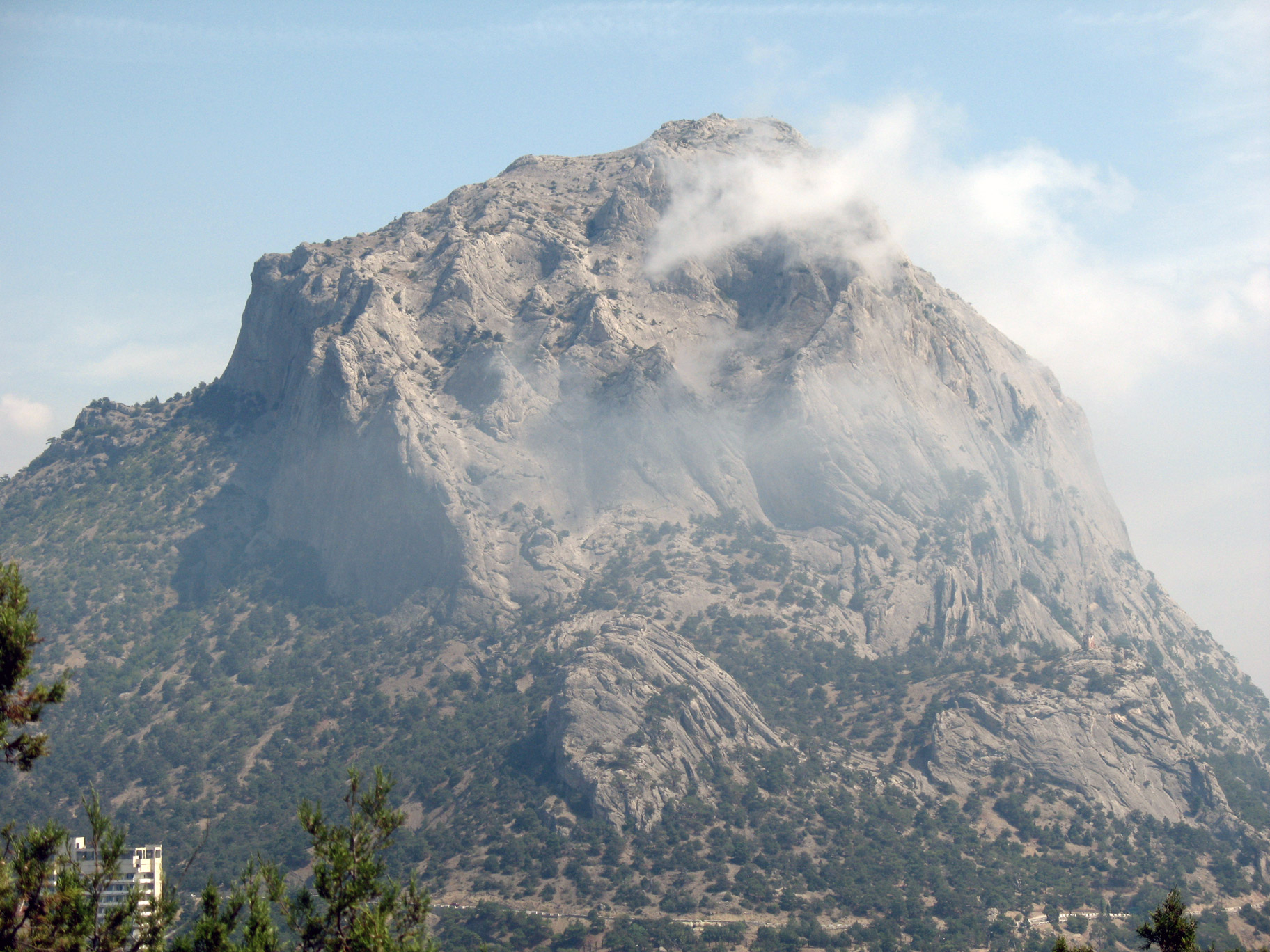

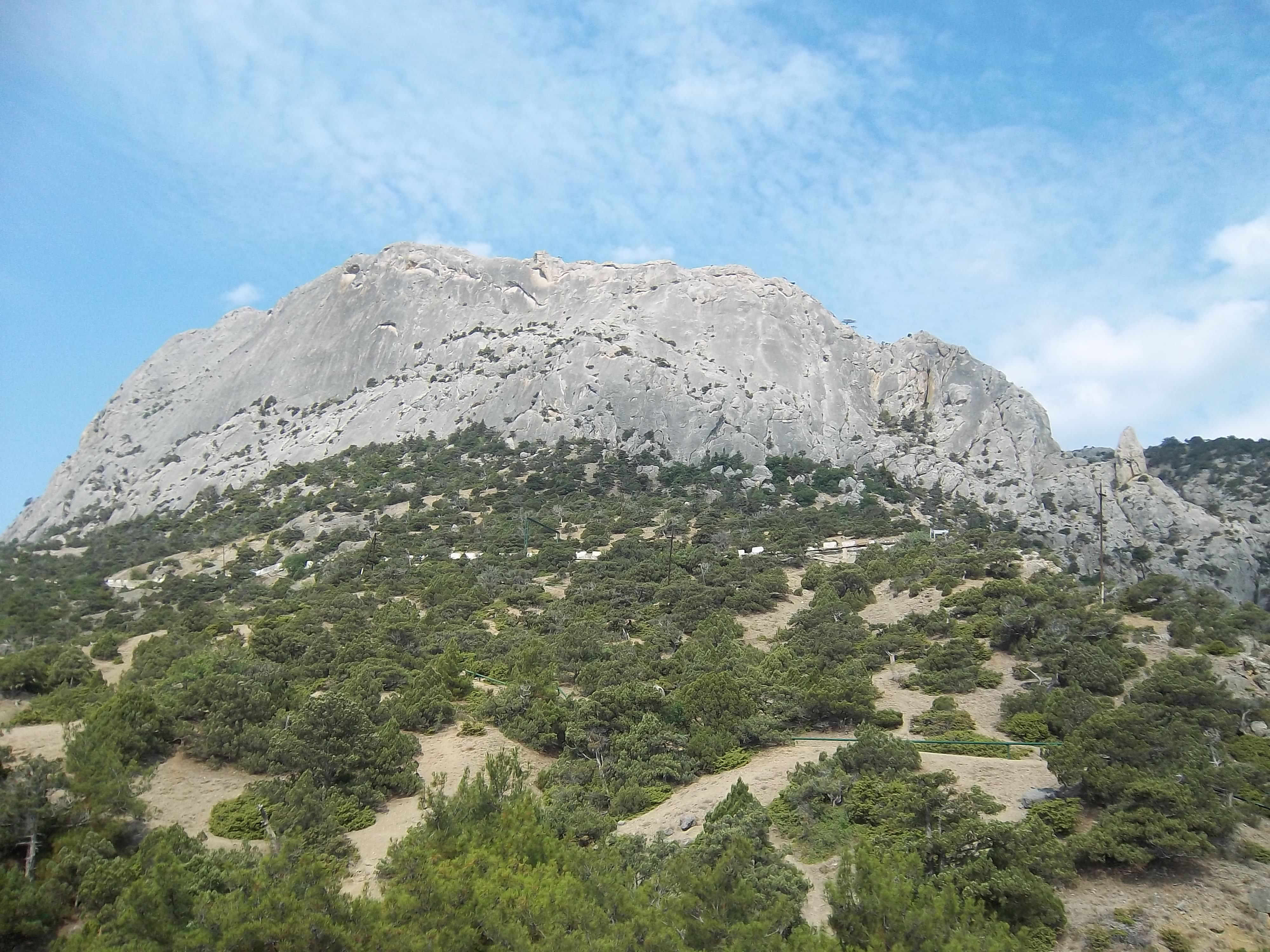

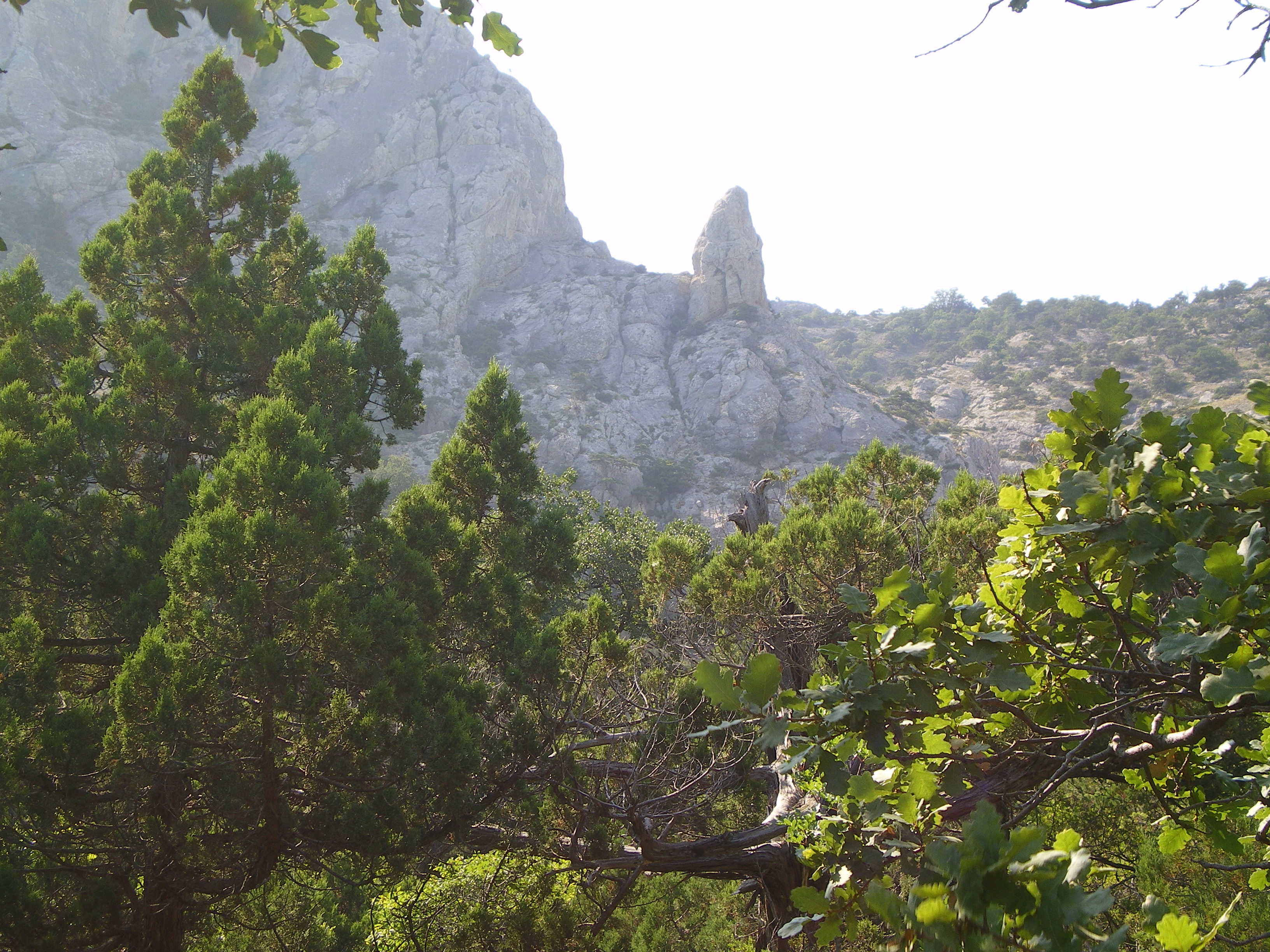

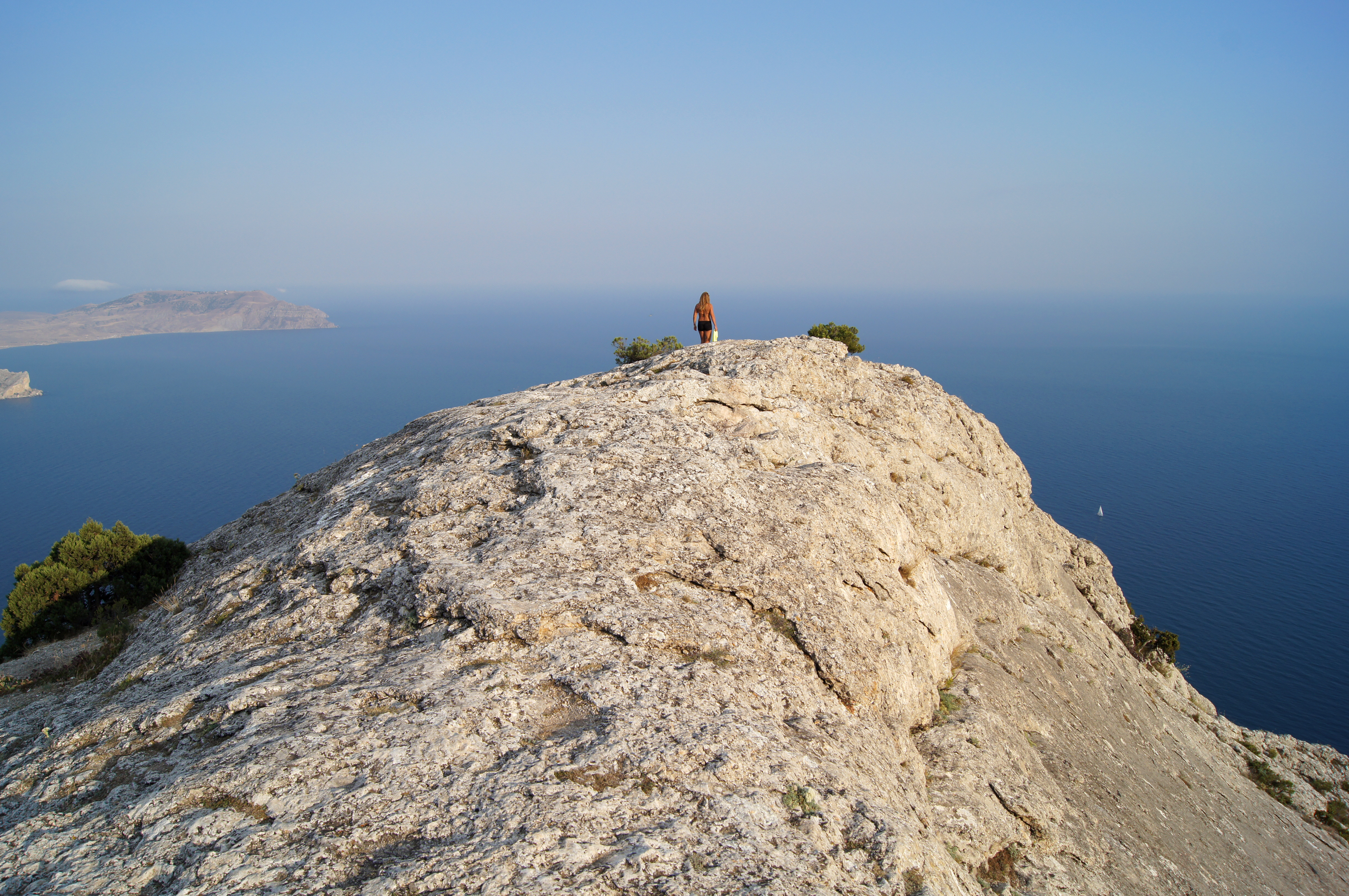

莫拉比山是烏克蘭克里米亞自治共和國的山峰，屬於克里米亞山脈的一部分，處於首都基輔以南約700公里，海拔高度804米，每年平均降雨量665毫米。